# Крайні точки Росії
Це список крайніх точок Російської Федерації, за координатами і не тільки.

## Географічні

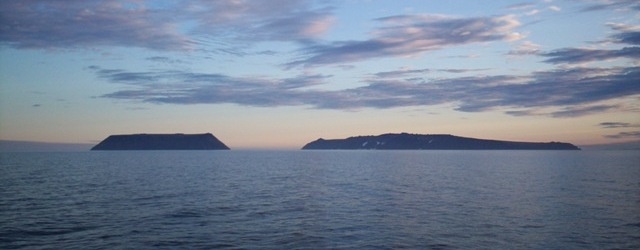
Острів Ратманова

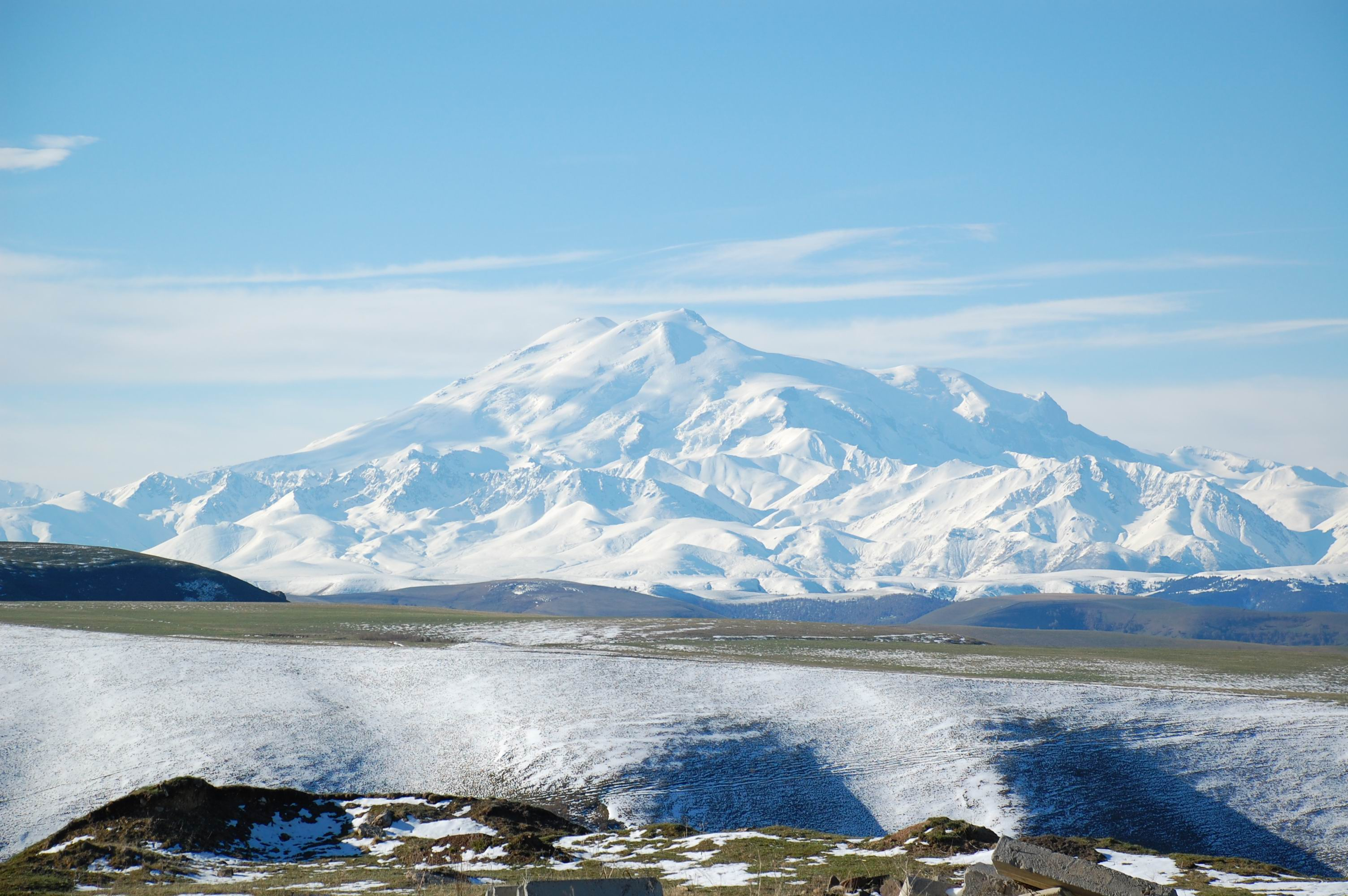
Ельбрус

- Північ: 81°50′35″ пн. ш. 59°14′22″ сх. д. / 81.84306° пн. ш. 59.23944° сх. д.
Мис Флігелі, Земля Франца-Йосифа, Архангельська область
- Південь: 41°11′ пн. ш. 47°45′ сх. д. / 41.183° пн. ш. 47.750° сх. д.
Біля гори Рагдан, Дагестан
- Захід:54°27′45″ пн. ш. 19°38′19″ сх. д. / 54.46250° пн. ш. 19.63861° сх. д.
Нормельн, Калінінградська область
- Схід: 65°47′ пн. ш. 169°01′ зх. д. / 65.783° пн. ш. 169.017° зх. д.
Острів Ратманова, Чукотський автономний округ

### Континентально

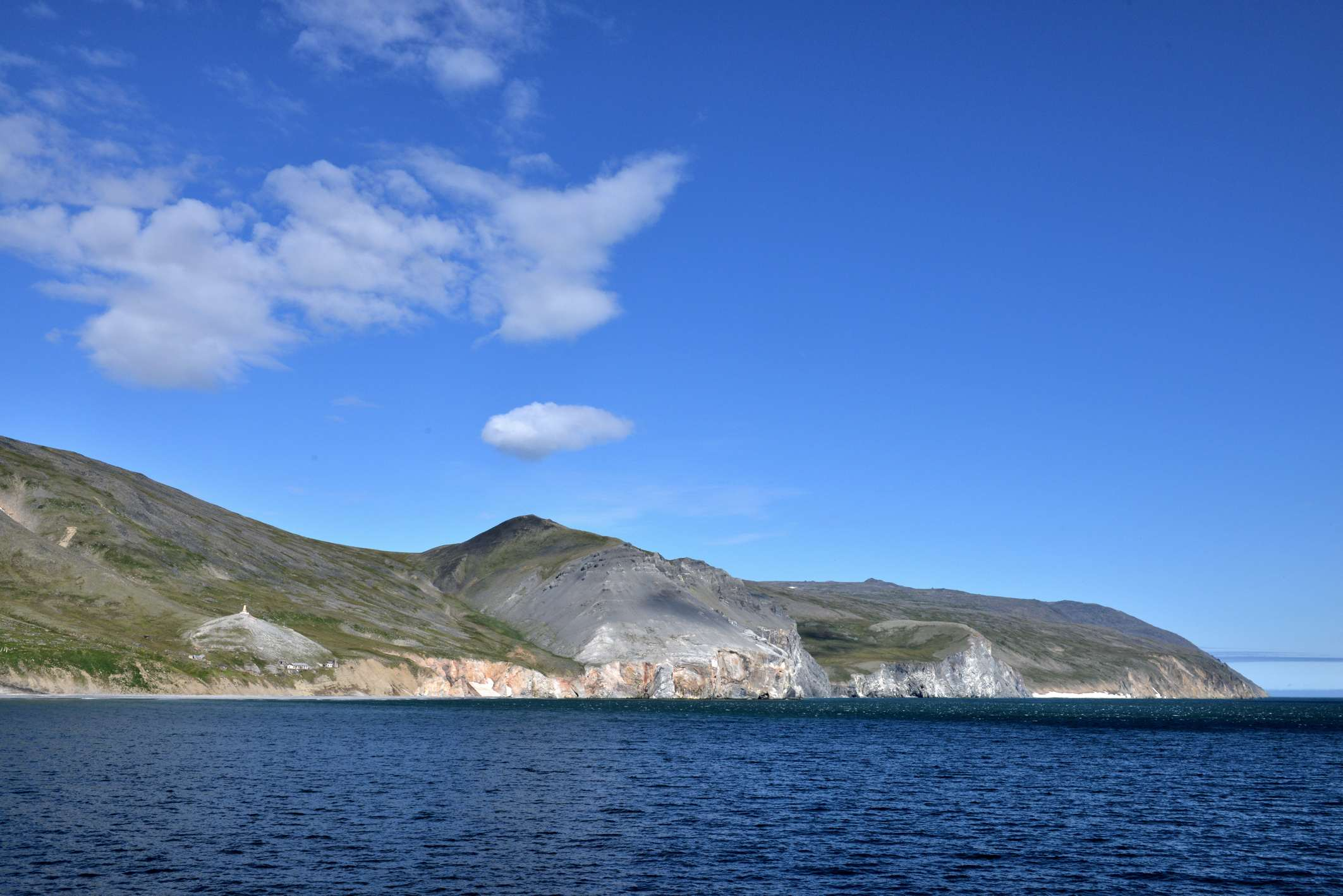
Мис Дежньова

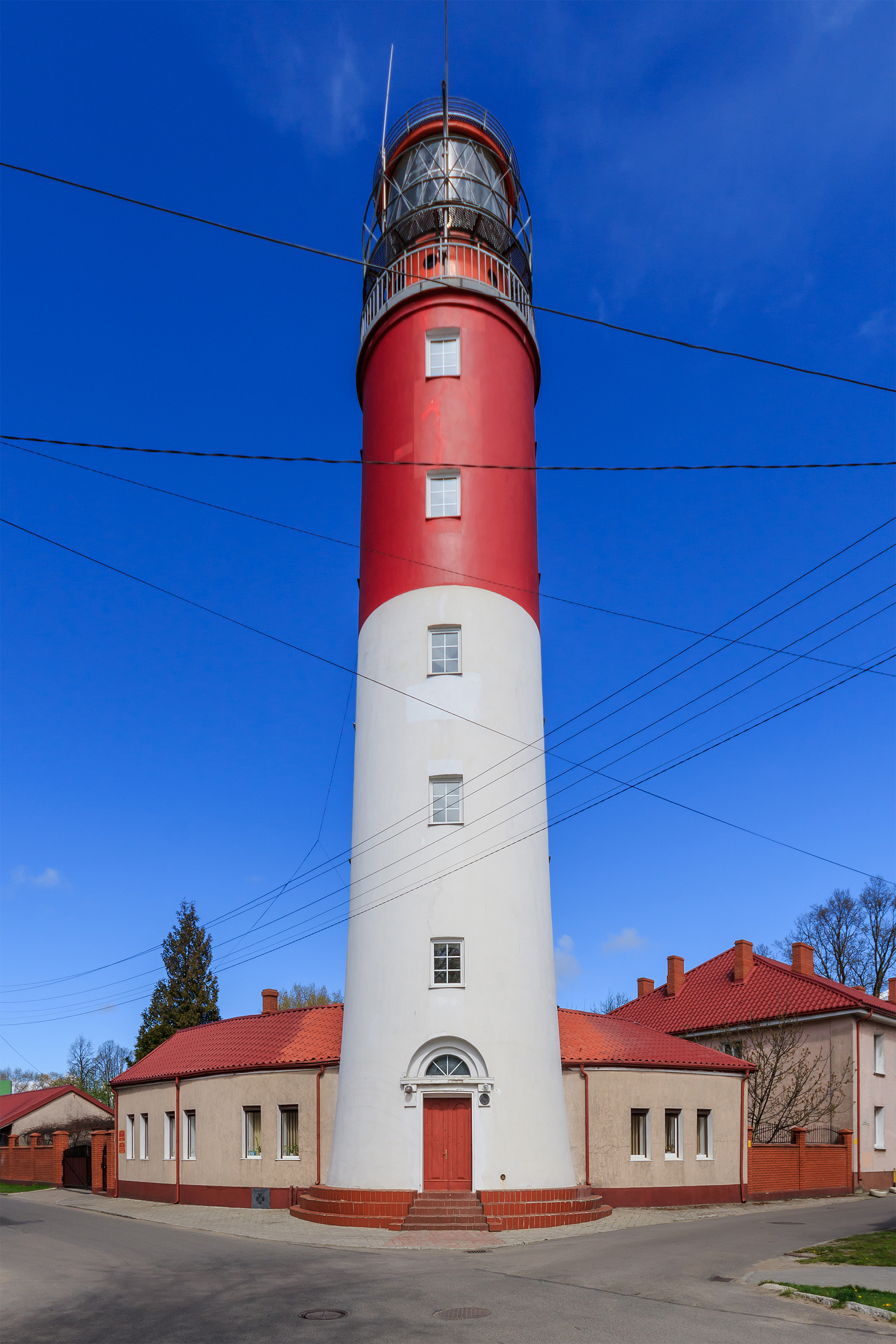
Балтійськ

- Північ: 77°43′ пн. ш. 104°18′ сх. д. / 77.717° пн. ш. 104.300° сх. д.
Челюскін (мис), Красноярський край
- Південь: 41°11′ пн. ш. 47°45′ сх. д. / 41.183° пн. ш. 47.750° сх. д.
Біля гори Рагдан, Дагестан
- Захід:54°00′ пн. ш. 18°00′ сх. д. / 54.000° пн. ш. 18.000° сх. д.
Гданська затока, Калінінградська область
- Схід: 66°04′45″ пн. ш. 169°39′07″ зх. д. / 66.07917° пн. ш. 169.65194° зх. д.
Мис Дежньова

### Міста
- Північ: Певек
- Південь: Дербент, Дагестан
- Захід: Балтійськ, Калінінградська область
- Схід: Анадир Чукотського автономного округу

### Населенні пункти
- Північ: Діксон (селище), Красноярський край
- Південь: Куруш, Дагестан
- Схід: Уелен Чукотського автономного округу
- Захід: Балтійськ, Калінінградська область

## Відносно рівня моря
- Найвища: 43°21′18″ пн. ш. 42°26′21″ сх. д. / 43.35500° пн. ш. 42.43917° сх. д.
Ельбрус (5642 м)
- Найнижча:
Каспійське море (-28 м)